# Aguiaria excelsa
Aguiaria excelsa är en malvaväxtart som beskrevs av Adolpho Ducke. Aguiaria excelsa ingår i släktet Aguiaria och familjen malvaväxter. Inga underarter finns listade i Catalogue of Life.